# Coàlgebra
En matemàtiques, les coalgebres o les cogebres són estructures que són duals (en el sentit teòric de categories de fletxes invertides) a àlgebres associatives unitals. Els axiomes de les àlgebres associatives unitals es poden formular en termes de diagrames commutatius. Girant totes les fletxes, s'obtenen els axiomes de les coalgebres. Tota coalgebra, per (espai vectorial) dualitat, dona lloc a una àlgebra, però no en general a l'inrevés. En dimensions finites, aquesta dualitat va en ambdues direccions.

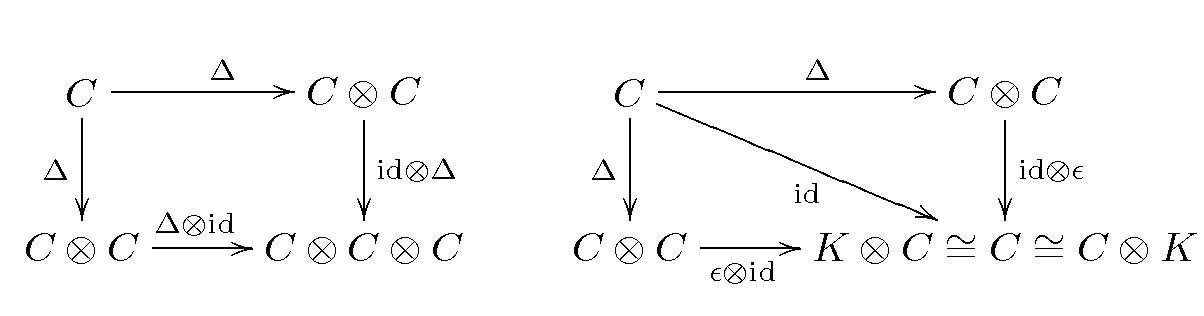
Definició de diagrames de coàlgebra

Les coalgebres es produeixen de manera natural en una sèrie de contextos (per exemple, teoria de la representació, àlgebres d'embolcall universals i esquemes de grups).
També hi ha la F-coàlgebra, amb importants aplicacions en informàtica.

## Debat informal
Un exemple recurrent de coalgebras es dona en la teoria de la representació, i en particular, en la teoria de la representació del grup de rotació. Una tasca principal, d'ús pràctic en física, és obtenir combinacions de sistemes amb diferents estats de moment angular i espín. Per a aquest propòsit, s'utilitzen els coeficients de Clebsch-Gordan. Donats dos sistemes {\displaystyle A,B} amb moments angulars {\displaystyle j_{A}} i {\displaystyle j_{B}}, una tasca especialment important és trobar el moment angular total {\displaystyle j_{A}+j_{B}} donat l'estat combinat {\displaystyle |A\rangle \otimes |B\rangle }. Això ho proporciona l'operador de moment angular total, que extreu la quantitat necessària de cada costat del producte tensor. Es pot escriure com un producte tensor "extern".
{\displaystyle \mathbf {J} \equiv \mathbf {j} \otimes 1+1\otimes \mathbf {j} }
La paraula "extern" apareix aquí, en contrast amb el producte tensor "intern" d'una àlgebra tensor. Una àlgebra tensorial ve amb un producte tensor (el intern); també es pot equipar amb un segon producte tensor, el "extern", o el coproducte, que té la forma anterior. Que són dos productes diferents es subratlla recordant que el producte tensor intern d'un vector i un escalar és només una simple multiplicació escalar. El producte extern els manté separats. En aquest entorn, el coproducte és el mapa
{\displaystyle \Delta :J\to J\otimes J}
això pren
{\displaystyle \Delta :\mathbf {j} \mapsto \mathbf {j} \otimes 1+1\otimes \mathbf {j} }
Per aquest exemple, {\displaystyle J} es pot prendre com una de les representacions de spin del grup de rotació, sent la representació fonamental l'elecció de sentit comú. Aquest coproducte es pot elevar a tota l'àlgebra tensor, mitjançant un lema simple que s'aplica als objectes lliures: l'àlgebra tensor és una àlgebra lliure, per tant, qualsevol homomorfisme definit en un subconjunt es pot estendre a tota l'àlgebra. Examinant l'aixecament en detall, s'observa que el coproducte es comporta com el producte barrejat, essencialment perquè els dos factors anteriors, l'esquerra i la dreta {\displaystyle \mathbf {j} }, s'han de mantenir en ordre seqüencial durant els productes de moments angulars múltiples (les rotacions no són commutatives).
La forma peculiar de tenir el {\displaystyle \mathbf {j} } apareixen només una vegada al coproducte, en lloc de definir (per exemple). {\displaystyle \mathbf {j} \mapsto \mathbf {j} \otimes \mathbf {j} } és per mantenir la linealitat: per a aquest exemple, (i per a la teoria de la representació en general), el coproducte ha de ser lineal. Com a norma general, el coproducte en la teoria de la representació és reductible; els factors vénen donats per la regla de Littlewood-Richardson. (La regla de Littlewood-Richardson transmet la mateixa idea que els coeficients de Clebsch-Gordan, però en un entorn més general).
La definició formal de la coàlgebra, a continuació, abstraeix aquest cas especial particular i les seves propietats necessàries en un entorn general.

## Definició formal
Formalment, una coalgebra sobre un camp K és un espai vectorial C sobre K juntament amb K mapes lineals Δ: C → C ⊗ C i ε: C → K tal que
1. {\displaystyle (\mathrm {id} _{C}\otimes \Delta )\circ \Delta =(\Delta \otimes \mathrm {id} _{C})\circ \Delta }
2. {\displaystyle (\mathrm {id} _{C}\otimes \varepsilon )\circ \Delta =\mathrm {id} _{C}=(\varepsilon \otimes \mathrm {id} _{C})\circ \Delta }.

(Aquí ⊗ es refereix al producte tensoral sobre K i id és la funció d'identitat).
De manera equivalent, els dos diagrames següents commuten:
En el primer diagrama, C ⊗ (C ⊗ C) s'identifica amb (C ⊗ C) ⊗ C ; els dos són naturalment isomorfs. De la mateixa manera, en el segon diagrama s'identifiquen els espais naturalment isomorfs C, C ⊗ K i K ⊗ C.
El primer diagrama és el dual del que expressa l'associativitat de la multiplicació d'àlgebra (anomenada coassociativitat de la multiplicació); el segon diagrama és el dual del que expressa l'existència d'una identitat multiplicativa. En conseqüència, el mapa Δ s'anomena comultiplicació (o coproducte ) de C i ε és el counit de C.